# 이강현 (연출가)
이강현(1962년 ~ )은 KBS 드라마본부의 선임 프로듀서이다.

## 학력
- 서울영동고등학교
- 연세대학교 불어불문학과 학사
- 클리블랜드 주립대학교 대학원 커뮤니케이션학과 석사
- 세종대학교 언론홍보대학원 신문방송학과 박사

## 경력
- KBS 드라마본부 PD (1987년 입사)
- KBS TV제작본부 드라마운영팀장 (차장급)
- 제18대 한국PD연합회장
- KBS 드라마본부 편성기획팀장 (국장급)
- KBS 아트비전 상임이사
- KBS 심의평가실 자문위원 (직무대리)
- KBS 드라마본부 제작위원
- KBS 미디어 콘텐츠사업본부 센터장 (본부장급)
- KBS 청주방송총국장
- 문화체육관광부 국립아시아문화전당 초대 전당장

## 작품 활동
| 제작년도 | 방송 | 제목               | 역할      | 비고                    |
| -------- | ---- | ------------------ | --------- | ----------------------- |
| 1989     | KBS2 | 사랑의 굴레        | 조연출    |                         |
| 1994     | KBS2 | KBS 드라마게임     | 연출      |                         |
| 1996     | KBS2 | 머나먼 나라        | 프로듀서  |                         |
| 1999     | KBS1 | 학교 2             | 연출      |                         |
| 2000     | KBS1 | 학교 3             | 연출      |                         |
| 2002     | KBS2 | 거침없는 사랑      | 연출      |                         |
| 2003     | KBS2 | 헬로! 발바리       | 연출      |                         |
| 2006     | KBS2 | 연어의 꿈          | 연출      |                         |
| 2006     | KBS1 | 대조영             | 편성 기획 |                         |
| 2008     | KBS2 | 솔약국집 아들들    | 편성 기획 |                         |
| 2008     | KBS2 | 강적들             | 편성 기획 |                         |
| 2008     | KBS2 | 내 사랑 금지옥엽   | 편성 기획 |                         |
| 2009     | KBS2 | 장화, 홍련         | 편성 기획 |                         |
| 2009     | KBS2 | 결혼 못하는 남자   | 프로듀서  |                         |
| 2009     | KBS2 | 수상한 삼형제      | 편성 기획 |                         |
| 2010     | KBS2 | 추노               | 편성 기획 |                         |
| 2010     | KBS2 | 부자의 탄생        | 편성 기획 |                         |
| 2010     | KBS2 | 국가가 부른다      | 편성 기획 |                         |
| 2010     | KBS2 | 구미호: 여우누이뎐 | 편성 기획 |                         |
| 2010     | KBS2 | 성균관 스캔들      | 편성 기획 | 곽기원 팀장과 공동 기획 |
| 2011     | KBS2 | 드림하이           | 편성 기획 | 곽기원 팀장과 공동 기획 |
| 2011     | KBS2 | 포세이돈           | 편성 기획 | 곽기원 팀장과 공동 기획 |
| 2012     | KBS2 | 드림하이 2         | 편성 기획 |                         |
| 2016     | KBS2 | 여자의 비밀        | 연출      |                         |